# Johann Kaspar Borst
Johann Kaspar Borst (* 10. Oktober 1812 in Escherndorf, heute Volkach; † nach 1858) war zwischen 1849 und 1858 Landtagsabgeordneter in der Kammer der Abgeordneten im Bayerischen Landtag. 

## Leben und Wirken
Johann Kaspar Borst kam am 10. Oktober 1812 im Dorf Escherndorf im Landgerichtsbezirk Volkach zur Welt. Über seine Familie ist nicht viel bekannt, allerdings stellte die Familie Borst häufig den Bürgermeister bzw. Gemeindevorsteher von Escherndorf. Wie viele andere Escherndorfer lebte sie wohl vom Weinbau. Johann Kaspar allerdings lernte zunächst Kaufmann, später stieg er zum Gemeindevorsteher von Escherndorf auf.
Im Jahr 1849 wurde der Katholik Borst in die Kammer der Abgeordneten im Bayerischen Landtag gewählt. Er war Abgeordneter des Wahlbezirks Schweinfurt/Ufr/A. Nach der schnellen Auflösung des 13. Landtages kandidierte Johann Kaspar Borst erneut, diesmal allerdings für den Wahlbezirk Hofheim/Ufr/A und wurde neuerlich gewählt. Nun repräsentierte er diesen Wahlkreis bis zur Wahl des 19. Landtages im Jahr 1858. Johann Kaspar Borst starb an einem unbekannten Ort nach 1858.